# Museo Metropolitano de la Catedral de Badajoz

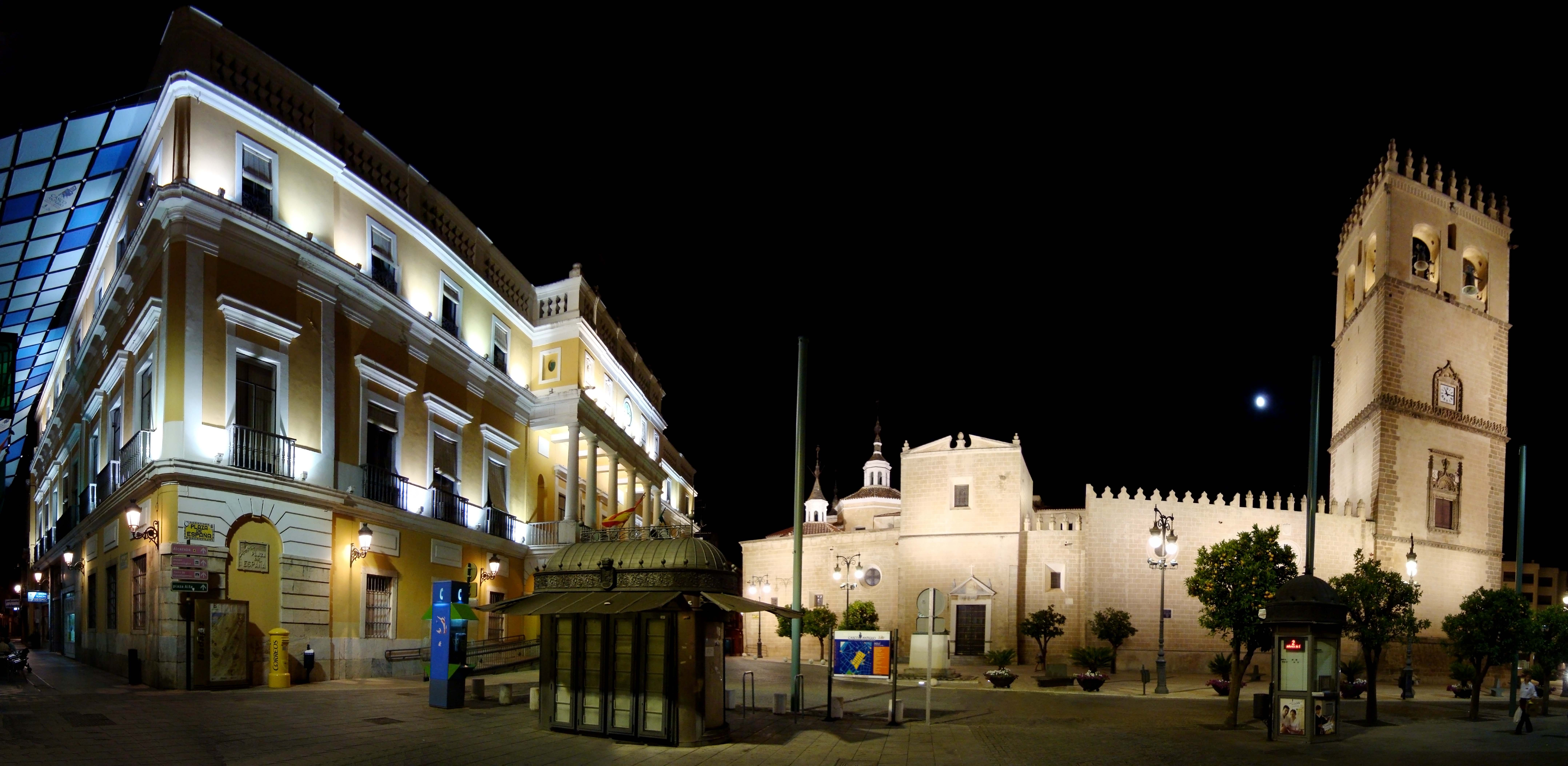
Plaza de España.

El Museo de la Catedral Metropolitana de Badajoz, es un museo que forma parte del edificio de la Catedral Metropolitana de San Juan Bautista de Badajoz, en la ciudad de Badajoz (España). Está catalogado Bien de Interés Cultural. Abrió sus puertas en 1992, fue reinaugurado en 2003 y cerró en 2017 para afrontar otra reforma de sus instalaciones. Fue reinaugurado nuevamente en enero de 2020.
En su recorrido se puede visitar el alfar islámico del siglo X, documentos acreditativos con las fechas de la construcción de la Diócesis de Badajoz y de la construcción de la Catedral de Badajoz, así como objetos ceremoniales, trabajos de orfebrería, valiosas pinturas, entre las que destacan cinco de Luis de Morales y una de El Greco, y tapices históricos.

## Salas y Patrimonio
El Museo Catedralicio esta dentro de la Catedral Metropolitana de Badajoz, los espacios destinados al Museo Catedralicio forman parte de la misma Catedral y se ubican en el claustro y en su entorno, formando un mismo conjunto, en el que encontramos doce salas y el claustro. En la Sacristía encontramos una interesante colección de Tapices Flamencos del siglo XVI, desde allí se accede a la Iglesia Catedral donde hay un Retablo Mayor Barroco del año 1717.
- Sala 1. Acogida: Pretende ayudar a descubrir qué es una catedral a través de un audiovisual.
- Sala 2. El proceso constructivo de la Catedral a través de un vídeo y de piezas y los canónigos y el cabildo como órgano responsable del funcionamiento de la Catedral.
- Sala 3. La Catedral comprometida con la sociedad. Habla de la actividad educativa, musical, caritativa y de promoción de las fiestas. Recoge piezas como la gramática de Nebrija, libros corales del siglo XV o la custodia del Corpus.
- Sala 4. La liturgia. Muestra la eucaristía y otros sacramentos a través de textiles y orfebrería.
- Sala 5. El inicio de la diócesis y de la archidiócesis. Recoge piezas tan singulares como un documento de Alfonso X donde se habla del primer obispo o la bula de San Juan Pablo II con la Bula de constitución de la Provincia eclesiástica.
- Sala 6. La vida de Jesús y de sus seguidores. Alberga pinturas de diversas épocas y marfiles, entre ellos marfiles filipinos del siglo XVII.
- Sala 7. Morales y El Greco. Es la sala más llamativa por su contenido artístico. Recoge un Greco y cinco Morales.
- Salas 8 y 9. Iconografía mariana.  Destaca el alabastro del renacimiento italiano.
- Sala 10. Sala capitular decorada con 7 tapices: “La fidelidad de Penélope”, del siglo XVI.
- Sala 11. Aula didáctica “Domine Galindo”.  Evoca la escuela de la Catedral.
- Sala 12. La pieza del mes.

Galería
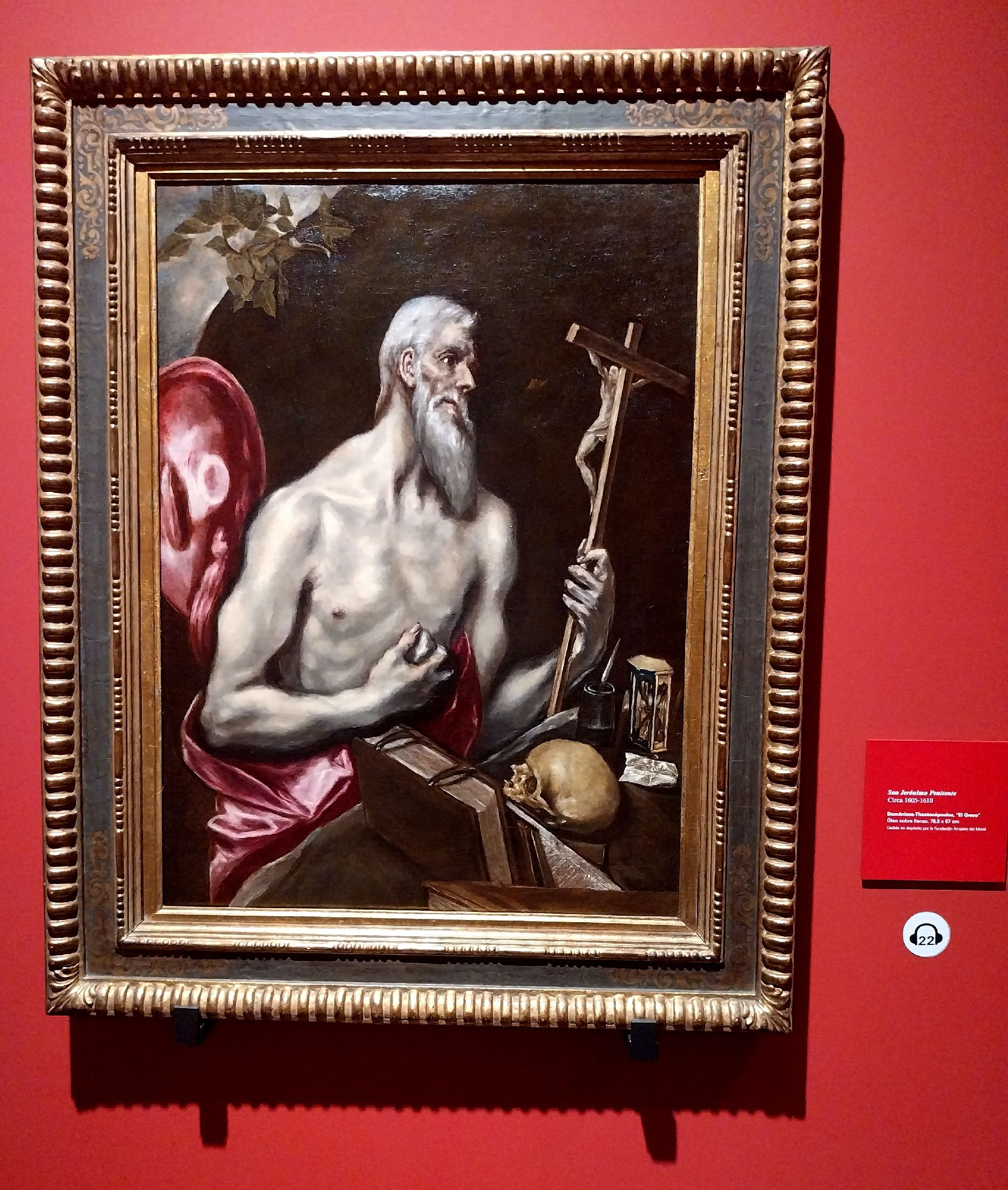
Sam Jerónimo penitente (El Greco).
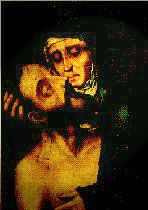
La Piedad, de Luis de Morales.
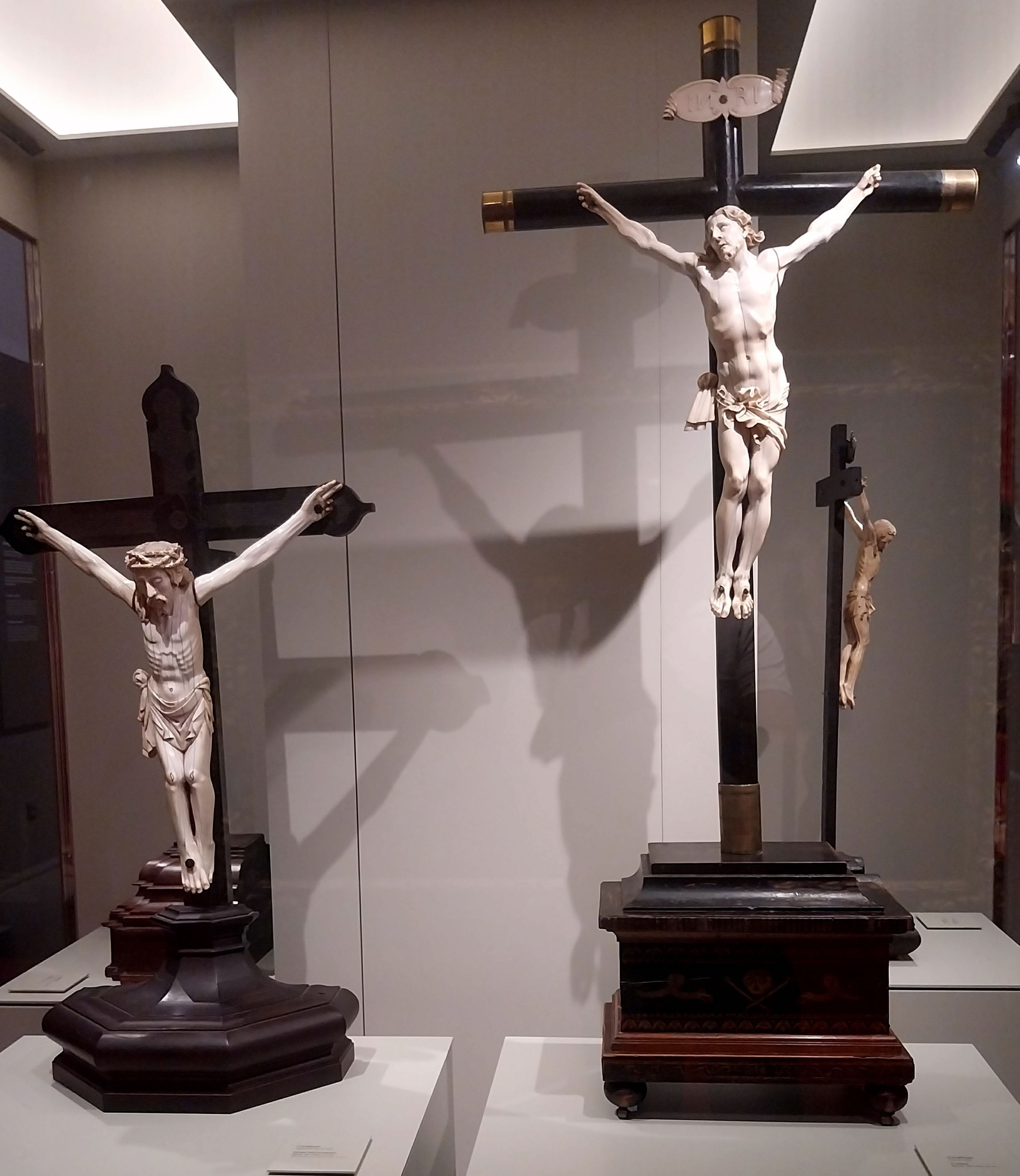
Marfiles filipinos.
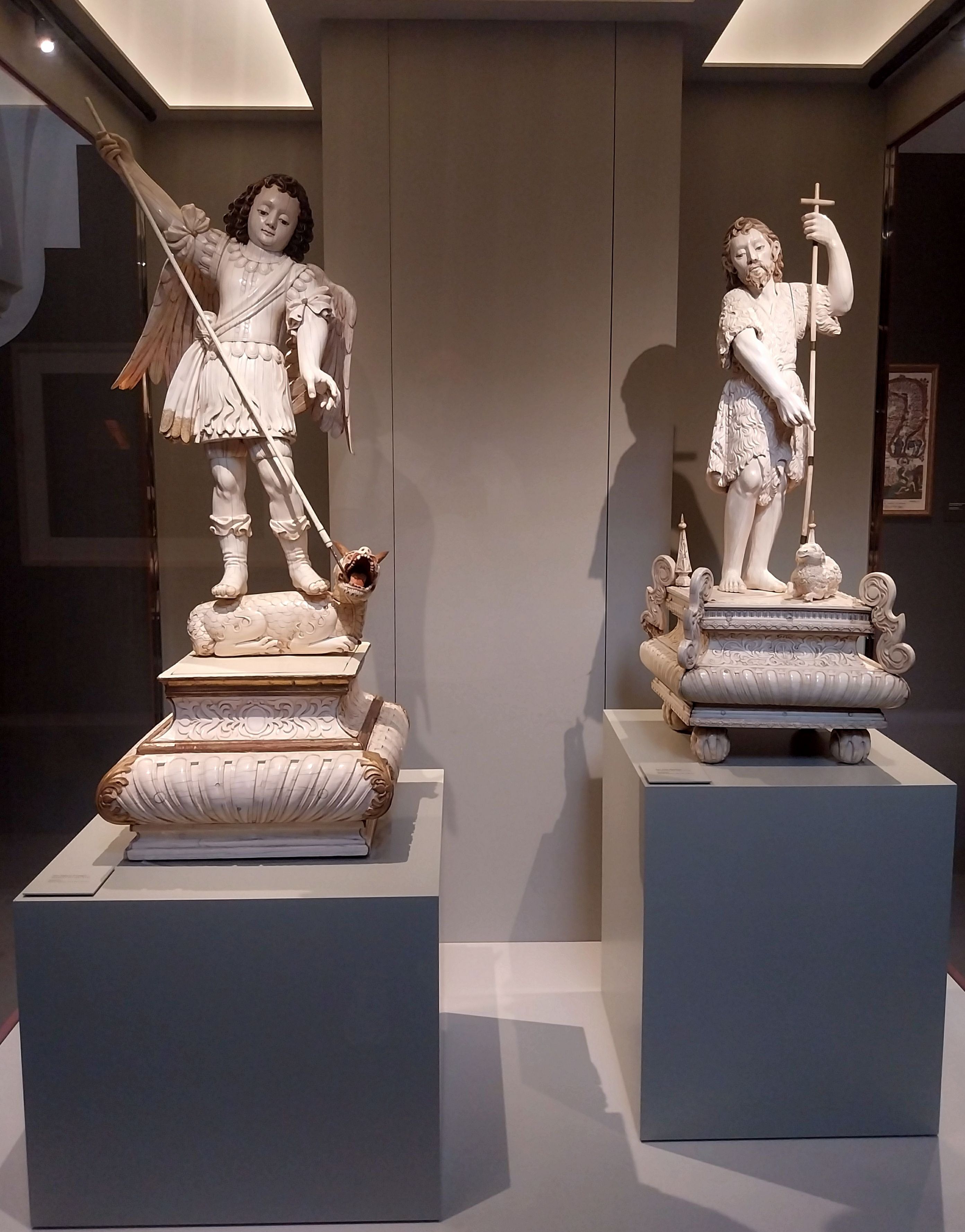
San Miguel y San Juan Bautista
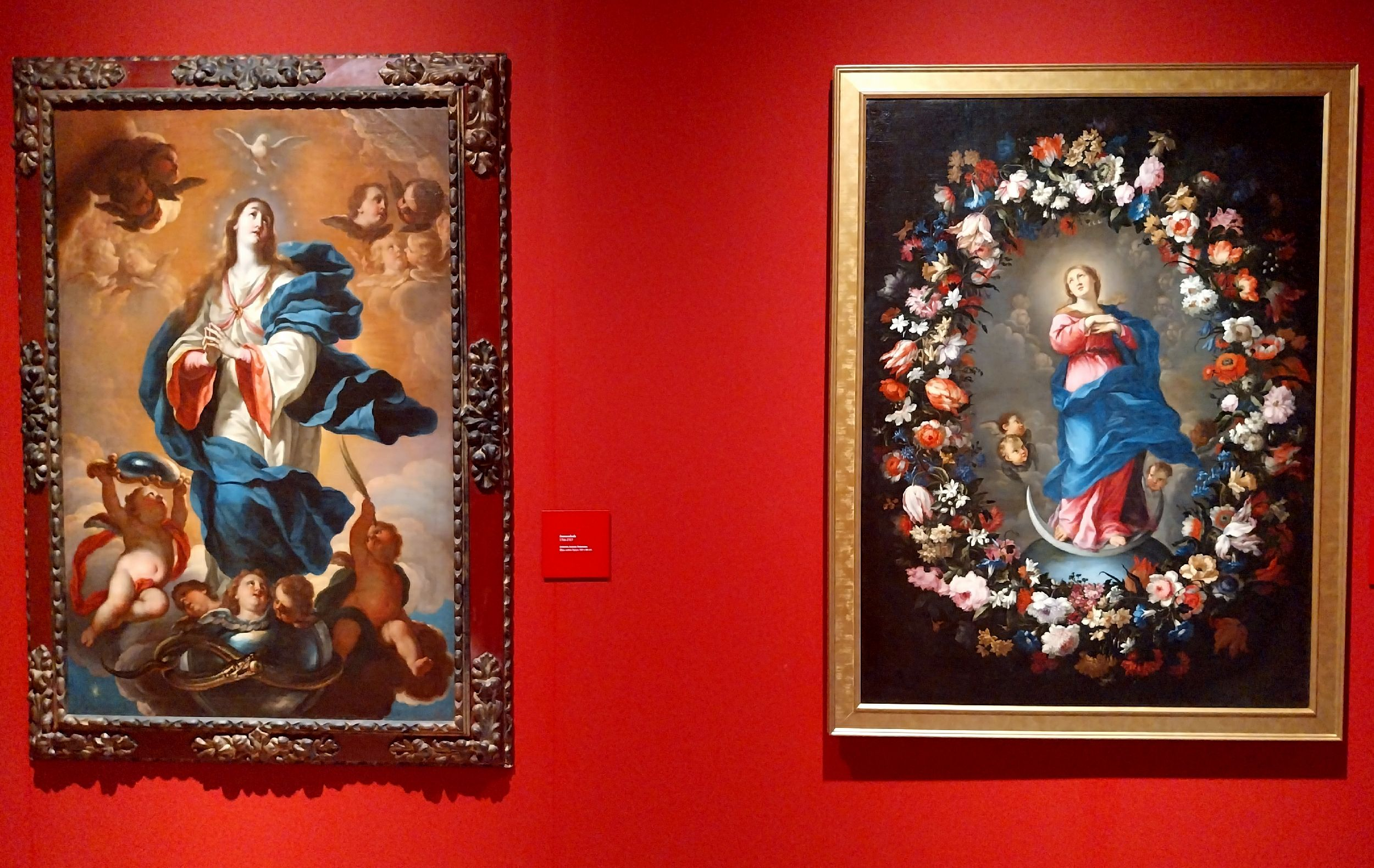
Iconografía mariana.

### Museo Metropolitano de la Catedral
- Museo Metropolitano de la Catedral, en Ayuntamiento de Badajoz.
- Museo Metropolitano de la Catedral, en Turismo de Extremadura
- Museo Metropolitano de la Catedral, en Turismo de Badajoz

- Datos: Q49510521
- Multimedia: Museo Metropolitano de la Catedral de Badajoz / Q49510521